# Tudor Sherrard
Tudor Sherrard (* 23. Juli 1965; † 21. August 2010 in Louisville, Kentucky) war ein US-amerikanischer Schauspieler.

## Leben
Tudor Sherrard ist der Sohn von James und Barbara† Sherrard. Er hat eine verheiratete Schwester, Kimberley.
Bekannt wurde er mit Rollen in Sieben (1995), Can´t buy me love (1987) und The Doors (1991). Neben seinen Rollen als Filmschauspieler spielte er im Zeitraum vom 24. Februar bis 28. März 1999 einen Mann in Richard Dressers Stück „What Are You Afraid of?“ in einer Produktion des Humana Festivals im Actors Theatre of Louisville in Louisville, Kentucky, zusammen mit Trip Hope (Mann), Jessica Jory (Frau) und Ginna Hoben (Frau) in der Besetzung. Regie führten Stuart Carden und Frazier W. Marsh.

## Filmografie
- 1986: Kate & Allie, Fernsehserie, eine Folge
- 1987: Can´t buy me love
- 1988: Sarah und Sam
- 1988: Heartbreak Hotel
- 1988: Penn & Teller Get Killed
- 1990: Wish You Were Here, Fernsehserie, eine Folge
- 1990: In A Pig´s Eye
- 1991: The Doors
- 1992: Super Scott! Ein starker Typ, Fernsehserie, eine Folge
- 1995: Sieben (SE7EN)